# Europees kampioenschap voetbal 2016 (Groep B) Engeland - Wales
Dit artikel gaat over de wedstrijd in de groepsfase in groep B tussen Engeland en Wales die gespeeld werd op donderdag 16 juni tijdens het Europees kampioenschap voetbal 2016. Het duel was voor beide landen de tweede groepswedstrijd.

## Voorafgaand aan de wedstrijd
- Engeland stond bij aanvang van het toernooi op de elfde plaats van de FIFA-wereldranglijst, Wales op de zesentwintigste.
- De nationale elftallen van Engeland en Wales speelden 101 keer eerder tegen elkaar. 65 keer won Engeland en Wales was 14 keer te sterk. De Engelsen scoorden 245 keer tegen de Welshmen, die tot 90 treffers kwamen.[1]
- In de eerste groepswedstrijd tegen Rusland speelde Engeland met 1–1 gelijk. Na de openingstreffer van Eric Dier tekende Vasili Berezoetski in de blessuretijd voor de gelijkmaker. Wales speelde tegen Slowakije en kwam op voorsprong door een doelpunt van Gareth Bale. Invaller Ondrej Duda maakte gelijk, maar tien minuten voor tijd tekende Welshman Hal Robson-Kanu voor de definitieve 2–1.

## Wedstrijdgegevens
| Datum                | 16 juni 2016                 | 16 juni 2016                 |
| Wedstrijdnummer      | 16                           | 16                           |
| Stadion              | Stade Bollaert-Delelis, Lens | Stade Bollaert-Delelis, Lens |
| Toeschouwers         | 34.033                       | 34.033                       |
| Scheidsrechter       | Felix Brych                  | Felix Brych                  |
| Assistenten          | Mark Borsch Stefan Lupp      | Mark Borsch Stefan Lupp      |
| Vierde official      | Matej Jug                    | Matej Jug                    |
| Man van de wedstrijd | Kyle Walker                  | Kyle Walker                  |
|                      | Engeland                     | Wales                        |
| Doelpunten           | 2                            | 1                            |
| Gele kaarten         | 0                            | 1                            |
| Rode kaarten         | 0                            | 0                            |
| Wissels              | 3                            | 2                            |
| Schoten op doel      | 4                            | 2                            |
| Schoten naast doel   | 17                           | 5                            |
| Overtredingen        | 10                           | 9                            |
| Hoekschoppen         | 9                            | 3                            |
| Buitenspel           | 1                            | 1                            |
| Balbezit (%)         | 64                           | 36                           |

| Engeland | 2 – 1           | Wales |
| Jamie Vardy 56' Daniel Sturridge 90+2' | goals (assists) | 42' Gareth Bale |
| Roy Hodgson | bondscoach      | Chris Coleman |
| Joe Hart Danny Rose Chris Smalling Gary Cahill Kyle Walker Wayne Rooney Eric Dier Dele Alli Raheem Sterling 46' Harry Kane 46' Adam Lallana 74' | opstellingen    | Wayne Hennessey Neil Taylor Ben Davies Ashley Williams James Chester Chris Gunter 67' Joe Ledley Joe Allen Aaron Ramsey Gareth Bale 72' Hal Robson-Kanu |
| Jamie Vardy 46' Daniel Sturridge 46' Marcus Rashford 74'                                                                                        | wissels         | 67' David Edwards 72' Jonathan Williams |
| | gele kaarten    | 61' Ben Davies |
| | rode kaarten    | |

## Wedstrijden
| Groepswedstrijden | | | | | | | | | | | | | | | | | | | | | | | |
| Groep A | Groep A | Groep A | Groep A | Groep B | Groep B | Groep B | Groep B | Groep C | Groep C | Groep C | Groep C | Groep D | Groep D | Groep D | Groep D | Groep E                                                                                            | Groep E                                                                                            | Groep E                                                                                            | Groep E                                                                                            | Groep F | Groep F | Groep F | Groep F |
| Frankrijk – Roemenië Albanië – Zwitserland Roemenië – Zwitserland Frankrijk – Albanië Roemenië – Albanië Zwitserland – Frankrijk | Frankrijk – Roemenië Albanië – Zwitserland Roemenië – Zwitserland Frankrijk – Albanië Roemenië – Albanië Zwitserland – Frankrijk | Frankrijk – Roemenië Albanië – Zwitserland Roemenië – Zwitserland Frankrijk – Albanië Roemenië – Albanië Zwitserland – Frankrijk | Frankrijk – Roemenië Albanië – Zwitserland Roemenië – Zwitserland Frankrijk – Albanië Roemenië – Albanië Zwitserland – Frankrijk | Wales – Slowakije Engeland – Rusland Rusland – Slowakije Engeland – Wales Rusland – Wales Slowakije – Engeland | Wales – Slowakije Engeland – Rusland Rusland – Slowakije Engeland – Wales Rusland – Wales Slowakije – Engeland | Wales – Slowakije Engeland – Rusland Rusland – Slowakije Engeland – Wales Rusland – Wales Slowakije – Engeland | Wales – Slowakije Engeland – Rusland Rusland – Slowakije Engeland – Wales Rusland – Wales Slowakije – Engeland | Polen – Noord-Ierland Duitsland – Oekraïne Oekraïne – Noord-Ierland Duitsland – Polen Oekraïne – Polen Noord-Ierland – Duitsland | Polen – Noord-Ierland Duitsland – Oekraïne Oekraïne – Noord-Ierland Duitsland – Polen Oekraïne – Polen Noord-Ierland – Duitsland | Polen – Noord-Ierland Duitsland – Oekraïne Oekraïne – Noord-Ierland Duitsland – Polen Oekraïne – Polen Noord-Ierland – Duitsland | Polen – Noord-Ierland Duitsland – Oekraïne Oekraïne – Noord-Ierland Duitsland – Polen Oekraïne – Polen Noord-Ierland – Duitsland | Turkije – Kroatië Spanje – Tsjechië Tsjechië – Kroatië Spanje – Turkije Tsjechië – Turkije Kroatië – Spanje | Turkije – Kroatië Spanje – Tsjechië Tsjechië – Kroatië Spanje – Turkije Tsjechië – Turkije Kroatië – Spanje | Turkije – Kroatië Spanje – Tsjechië Tsjechië – Kroatië Spanje – Turkije Tsjechië – Turkije Kroatië – Spanje | Turkije – Kroatië Spanje – Tsjechië Tsjechië – Kroatië Spanje – Turkije Tsjechië – Turkije Kroatië – Spanje | Ierland – Zweden België – Italië Italië – Zweden België – Ierland Italië – Ierland Zweden – België | Ierland – Zweden België – Italië Italië – Zweden België – Ierland Italië – Ierland Zweden – België | Ierland – Zweden België – Italië Italië – Zweden België – Ierland Italië – Ierland Zweden – België | Ierland – Zweden België – Italië Italië – Zweden België – Ierland Italië – Ierland Zweden – België | Oostenrijk – Hongarije Portugal – IJsland IJsland – Hongarije Portugal – Oostenrijk IJsland – Oostenrijk Hongarije – Portugal | Oostenrijk – Hongarije Portugal – IJsland IJsland – Hongarije Portugal – Oostenrijk IJsland – Oostenrijk Hongarije – Portugal | Oostenrijk – Hongarije Portugal – IJsland IJsland – Hongarije Portugal – Oostenrijk IJsland – Oostenrijk Hongarije – Portugal | Oostenrijk – Hongarije Portugal – IJsland IJsland – Hongarije Portugal – Oostenrijk IJsland – Oostenrijk Hongarije – Portugal |
| Achtste finales | | | | | | | | | | | | | | | | | | | | | | | |
| Zwitserland – Polen | Zwitserland – Polen | Zwitserland – Polen | Wales – Noord-Ierland | Wales – Noord-Ierland                                                                                          | Wales – Noord-Ierland                                                                                          | Kroatië – Portugal                                                                                             | Kroatië – Portugal                                                                                             | Kroatië – Portugal | Frankrijk – Ierland | Frankrijk – Ierland | Frankrijk – Ierland | Duitsland – Slowakije                                                                                       | Duitsland – Slowakije                                                                                       | Duitsland – Slowakije                                                                                       | Hongarije – België                                                                                          | Hongarije – België                                                                                 | Hongarije – België                                                                                 | Italië – Spanje                                                                                    | Italië – Spanje                                                                                    | Italië – Spanje | Engeland – IJsland | Engeland – IJsland | Engeland – IJsland |
| Kwartfinales | | | | | | | | | | | | | | | | | | | | | | | |
| Polen – Portugal | Polen – Portugal | Polen – Portugal | Polen – Portugal | Polen – Portugal                                                                                               | Polen – Portugal                                                                                               | Wales – België                                                                                                 | Wales – België                                                                                                 | Wales – België | Wales – België | Wales – België | Wales – België | Duitsland – Italië                                                                                          | Duitsland – Italië                                                                                          | Duitsland – Italië                                                                                          | Duitsland – Italië                                                                                          | Duitsland – Italië                                                                                 | Duitsland – Italië                                                                                 | Frankrijk – IJsland                                                                                | Frankrijk – IJsland                                                                                | Frankrijk – IJsland | Frankrijk – IJsland | Frankrijk – IJsland | Frankrijk – IJsland |
| Halve finales | | | | | | | | | | | | | | | | | | | | | | | |
| Portugal – Wales | Portugal – Wales | Portugal – Wales | Portugal – Wales | Portugal – Wales                                                                                               | Portugal – Wales                                                                                               | Portugal – Wales                                                                                               | Portugal – Wales                                                                                               | Portugal – Wales | Portugal – Wales | Portugal – Wales | Portugal – Wales | Duitsland – Frankrijk                                                                                       | Duitsland – Frankrijk                                                                                       | Duitsland – Frankrijk                                                                                       | Duitsland – Frankrijk                                                                                       | Duitsland – Frankrijk                                                                              | Duitsland – Frankrijk                                                                              | Duitsland – Frankrijk                                                                              | Duitsland – Frankrijk                                                                              | Duitsland – Frankrijk | Duitsland – Frankrijk | Duitsland – Frankrijk | Duitsland – Frankrijk |
| Finale | | | | | | | | | | | | | | | | | | | | | | | |
| Portugal – Frankrijk | | | | | | | | | | | | | | | | | | | | | | | |

FA · A-internationals · Selecties · Bondscoaches · Engels vrouwenelftal · Brits olympisch elftal · Engeland -21 · Engeland -20 · Engeland -19 · Engeland -18 · Engeland -17 · Engeland -16 · Vrouwen -17
1872 – 1899 ·
1900 – 1919 ·
1920 – 1929 ·
1930 – 1939 ·
1940 – 1949 ·
1950 – 1959 ·
1960 – 1969 ·
1970 – 1979 ·
1980 – 1989 ·
1990 – 1999 ·
2000 – 2009 ·
2010 – 2019 ·
2020 − 2029
EK's: 1968 ·
1980 ·
1988 ·
1992 ·
1996 ·
2000 ·
2004 ·
2012 · 
2016 · 
2020 · 
2024
WK's: 1950 ·
1954 ·
1958 ·
1962 ·
1966 ·
1970 ·
1982 ·
1986 ·
1990 ·
1998 ·
2002 ·
2006 ·
2010 ·
2014 ·
2018 · 
2022
Albanië ·
Algerije ·
Andorra ·
Argentinië ·
Australië ·
Azerbeidzjan ·
België ·
Bosnië en Herzegovina ·
Brazilië ·
Bulgarije ·
Canada ·
Chili ·
China ·
Colombia ·
Costa Rica ·
Cyprus ·
Denemarken ·
DDR · 
Duitsland ·
Ecuador ·
Egypte ·
Estland ·
Finland ·
Frankrijk ·
Georgië ·
Ghana ·
GOS ·
Griekenland ·
Honduras ·
Hongarije ·
Ierland ·
IJsland · 
Iran ·
Israël ·
Italië ·
Ivoorkust ·
Jamaica ·
Japan ·
Joegoslavië ·
Kameroen ·
Kazachstan ·
Koeweit ·
Kosovo ·
Kroatië ·
Liechtenstein ·
Litouwen ·
Luxemburg ·
Maleisië ·
Malta ·
Marokko ·
Mexico ·
Moldavië ·
Montenegro ·
Nederland ·
Nieuw-Zeeland ·
Nigeria ·
Noord-Ierland ·
Noord-Macedonië ·
Noorwegen ·
Oekraïne ·
Oostenrijk ·
Panama · 
Paraguay ·
Peru · 
Polen ·
Portugal ·
Roemenië ·
Rusland ·
San Marino · 
Saoedi-Arabië ·
Schotland ·
Senegal ·
Servië ·
Servië en Montenegro · 
Slovenië ·
Slowakije ·
Sovjet-Unie ·
Spanje ·
Trinidad en Tobago ·
Tsjechië ·
Tsjecho-Slowakije ·
Tunesië ·
Turkije ·
Uruguay ·
Verenigde Staten ·
Wales ·
Wit-Rusland ·
Zuid-Afrika ·
Zuid-Korea ·
Zweden ·
Zwitserland
Algerije (2010) · 
Argentinië (1986) · 
Argentinië (1998) · 
Argentinië (2002) · 
België (1990) · 
België (2018, 1) · 
België (2018, 2) · 
Brazilië (2002) · 
Colombia (1998) ·
Colombia (2018) ·
Costa Rica (2014) ·
Denemarken (2002) ·
Denemarken (2021) · 
Duitsland (2000) ·
Duitsland (2010) ·
Duitsland (2021) ·
Ecuador (2006) ·
Egypte (1990) ·
Frankrijk (1982) ·
Frankrijk (2012) ·
Frankrijk (2022) ·
Ierland (1990) · 
IJsland (2016) ·
Italië (1990) · 
Italië (2012) · 
Italië (2014) · 
Italië (2021) · 
Kameroen (1990) · 
Koeweit (1982) · 
Kroatië (2018) ·
Kroatië (2021) · 
Marokko (1986) · 
Nederland (1990) · 
Nigeria (2002) · 
Oekraïne (2012) · 
Oekraïne (2021) ·
Panama (2018) · 
Paraguay (1986) · 
Paraguay (2006) · 
Polen (1986) · 
Portugal (1986) · 
Portugal (2000) · 
Portugal (2006) · 
Roemenië (1998) ·
Roemenië (2000) ·
Rusland (2016) ·
Schotland (2021) ·
Senegal (2022) ·
Slovenië (2010) ·
Slowakije (2016) ·
Spanje (1982) ·
Spanje (2024) ·
Trinidad en Tobago (2006) ·
Tsjechië (2021) ·
Tsjecho-Slowakije (1982) ·
Tunesië (1998) ·
Tunesië (2018) ·
Uruguay (2014) ·
Verenigde Staten (2010) ·
Wales (2016) · 
West-Duitsland (1966) ·
West-Duitsland (1982) ·
West-Duitsland (1990) ·
Zweden (2002) ·
Zweden (2006) · 
Zweden (2012)
FAW · A-internationals · Bondscoaches · Statistieken · Welsh vrouwenelftal · Brits olympisch elftal · Wales U21 · Wales U20 · Wales U19 · Wales U18 · Wales U17 · Wales U16
1876 – 1899 ·
1900 – 1919 ·
1920 – 1929 ·
1930 – 1939 ·
1940 – 1949 ·
1950 – 1959 ·
1960 – 1969 ·
1970 – 1979 ·
1980 – 1989 ·
1990 – 1999 ·
2000 – 2009 ·
2010 – 2019 ·
2020 − 2029
EK 2016 · 
EK 2020
WK 1958
1876 · 
1877 · 
1878 · 
1879 · 
1880 · 
1881 · 
1882 · 
1883 · 
1884 · 
1885 · 
1886 · 
1887 · 
1888 · 
1889 · 
1890 · 
1891 · 
1892 · 
1893 · 
1894 · 
1895 · 
1896 · 
1897 · 
1898 · 
1899 · 
1900 · 
1901 · 
1902 · 
1903 · 
1904 · 
1905 · 
1906 · 
1907 · 
1908 · 
1909 · 
1910 · 
1911 · 
1912 · 
1913 · 
1914 · 
1915 · 1916 · 1917 · 1918 · 1919 · 
1920 · 
1921 · 
1922 · 
1923 · 
1924 · 
1925 · 
1926 · 
1927 · 
1928 · 
1929 · 
1930 · 
1931 · 
1932 · 
1933 · 
1934 · 
1935 · 
1936 · 
1937 · 
1938 · 
1939 · 
1940 · 1941 · 1942 · 1943 · 1944 · 1945 · 
1946 · 
1947 · 
1948 · 
1949 · 
1950 · 
1952 · 
1952 · 
1953 · 
1954 · 
1955 · 
1956 · 
1957 · 
1958 · 
1959 · 
1960 · 
1961 · 
1962 · 
1963 · 
1964 · 
1965 · 
1966 · 
1967 · 
1968 · 
1969 · 
1970 · 
1971 · 
1972 · 
1973 · 
1974 · 
1975 · 
1976 · 
1977 · 
1978 · 
1979 · 
1980 · 
1981 · 
1982 · 
1983 · 
1984 · 
1985 · 
1986 · 
1987 · 
1988 · 
1989 · 
1990 · 
1991 · 
1992 · 
1993 · 
1994 · 
1995 · 
1996 · 
1997 · 
1998 · 
1999 · 
2000 · 
2001 · 
2002 · 
2003 · 
2004 · 
2005 · 
2006 · 
2007 · 
2008 · 
2009 · 
2010 · 
2011 · 
2012 · 
2013 · 
2014 · 
2015 · 
2016 · 
2017 ·
2018 ·
2019 ·
2020 ·
2021 ·
2022 ·
2023
Albanië ·
Andorra ·
Argentinië ·
Armenië ·
Australië ·
Azerbeidzjan ·
België ·
Bosnië en Herzegovina ·
Brazilië ·
Bulgarije ·
Canada ·
Chili ·
China ·
Costa Rica ·
Cyprus ·
DDR ·
Denemarken ·
Duitsland ·
Engeland ·
Estland ·
Faeröer ·
Finland ·
Frankrijk ·
Georgië ·
Gibraltar ·
Griekenland ·
Hongarije ·
Ierland ·
IJsland ·
Iran ·
Israël ·
Italië ·
Jamaica ·
Japan ·
Joegoslavië ·
Kazachstan ·
Koeweit ·
Kroatië ·
Letland ·
Liechtenstein ·
Luxemburg ·
Malta ·
Mexico ·
Moldavië ·
Montenegro ·
Nederland ·
Nieuw-Zeeland ·
Noord-Ierland ·
Noord-Macedonië ·
Noorwegen ·
Oekraïne ·
Oostenrijk ·
Panama ·
Paraguay ·
Polen ·
Portugal · 
Qatar ·
Roemenië ·
Rusland ·
San Marino ·
Saoedi-Arabië ·
Schotland ·
Servië ·
Servië en Montenegro ·
Slovenië ·
Slowakije ·
Sovjet-Unie ·
Spanje ·
Trinidad & Tobago ·
Tsjechië ·
Tsjecho-Slowakije ·
Tunesië ·
Turkije ·
Uruguay ·
Verenigde Staten ·
Wit-Rusland ·
Zuid-Korea ·
Zweden ·
Zwitserland
Engeland (2016) · 
Denemarken (2021) · 
Italië (2021) · 
Rusland (2016) ·
Slowakije (2016) · 
Turkije (2021) · 
Zwitserland (2021)